# 卡涅特 (智利)

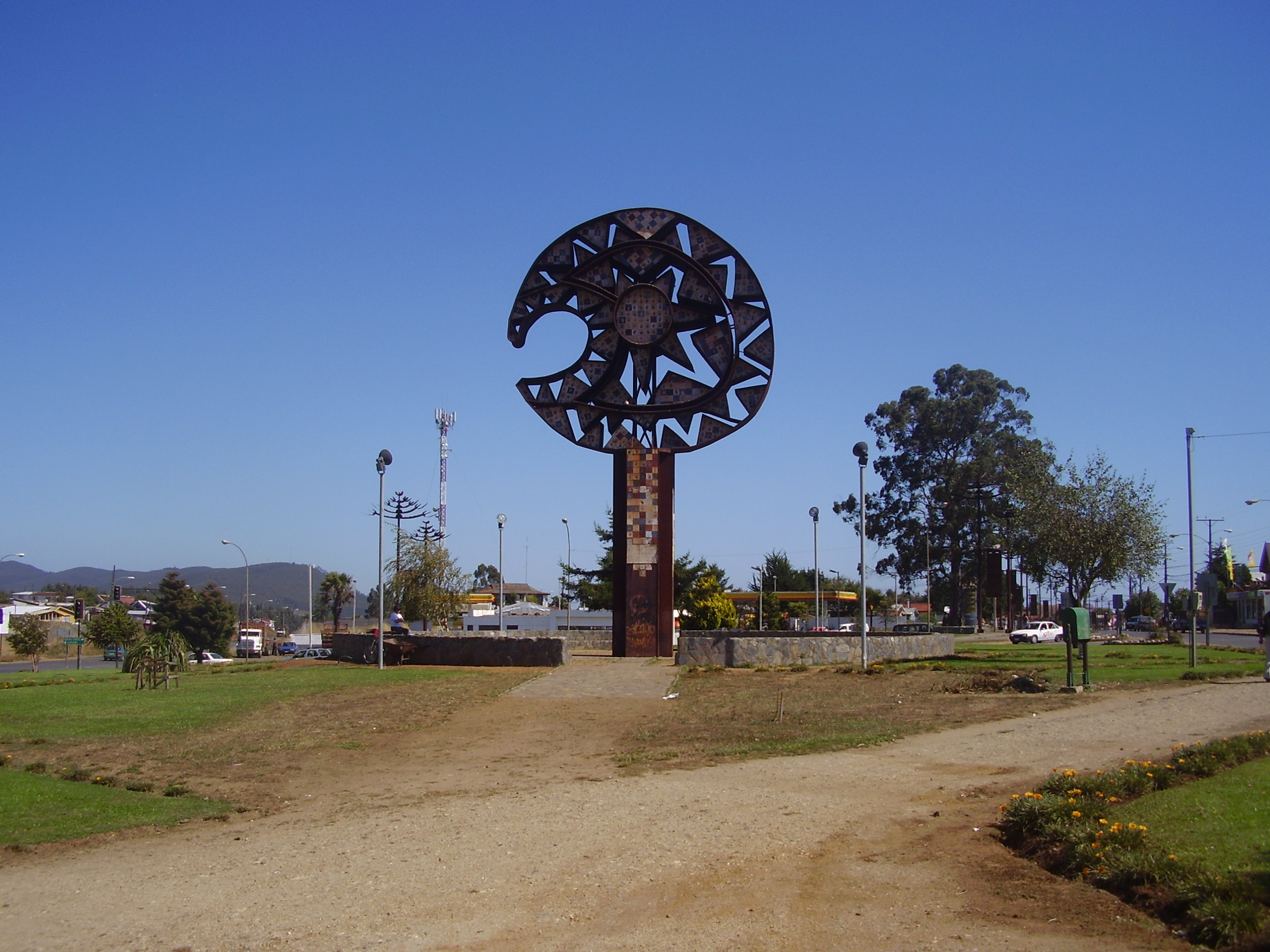

卡涅特是智利的城鎮，位於該國中部，由比奧比奧大區的阿勞科省負責管轄，始建於1558年1月，面積760平方公里，海拔高度80米，2002年人口31,270，人口密度每平方公里41.1人。

## 外部連結
- （西班牙文） Municipality of Cañete（页面存档备份，存于）